# Tafiré
Tafiré este o comună din regiunea Hambol, Coasta de Fildeș.